# 제국

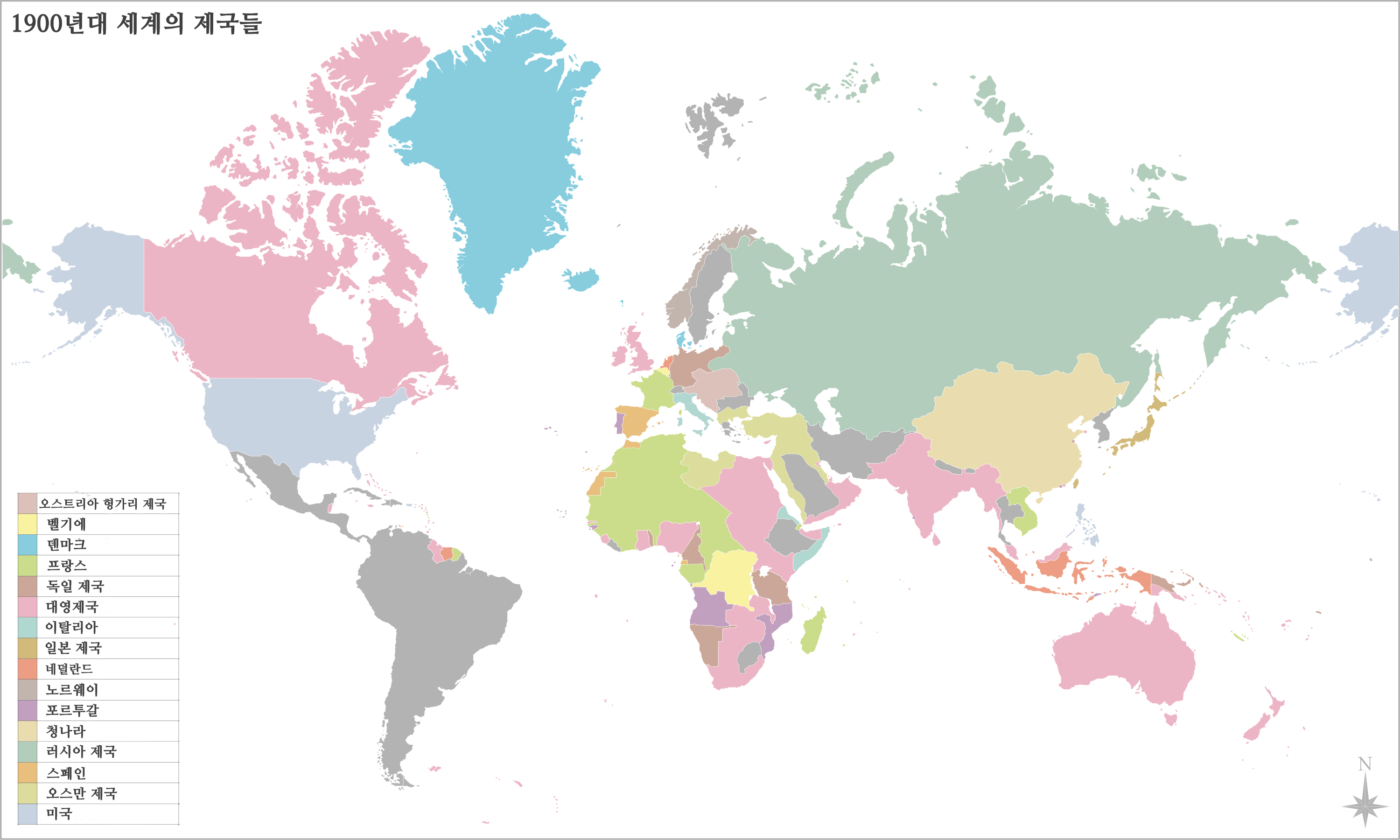
1900년대의 제국주의와 식민화

제국(帝國, 영어: Empire)은 다른 민족을 통치ㆍ통제하는 정치체계이다. 일반적으로 국가로서의 제국은 힘의 중심에서부터 문화·민족성이 문화적 그리고 민족적으로 전혀 다른 영역과 구성원에게까지 통치권을 확장하는 국가를 가리킨다. 이러한 정의에서는 경제적 또는 정치적 요인을 강조한다. 일반적으로 제국이라 불리는 기간에 군사적 패권을 가지고 있음을 모두 함축한다.

## 특징
제국은 휘하에 국가를 둔 상위국의 개념이다. 그 때문에 제국의 휘하 국가를 왕국이라 한다. 그렇기 때문에 형태는 다르지만 제국에는 여러 종속국들을 휘하에 두고 있다.
- 로마 제국: 휘하에 왕의 역할을 하는 총독을 두었다.
- 전한 및 후한: 휘하에 왕국에 해당되는 군(郡)을 두며 왕의 역할을 하는 태수를 두었다.
- 프랑스 제국: 휘하에 나폴리 왕국, 스페인 왕국, 네덜란드 왕국, 스웨덴 왕국 등 여러 왕국을 두었으나 스웨덴 왕국은 중간에 배신했다.
- 대영 제국: 로마 제국처럼 휘하에 총독을 두었다.
- 러시아 제국: 휘하에 왕국에 해당되는 한국(汗國)을 두었다.
- 고대 일본: 휘하에 왕에 해당되는 다이묘를 두었다. 에도 막부 이후에는 왕국의 개념으로 '번'을 두었다.

## 유래
- 동양에서는 진나라의 영정(진시황, 시황제)에게서 비롯한다. 그가 동양에서 최초로 황제라는 칭호를 사용했다.
- 서양에서는 로마 제국의 아우구스투스에게서 비롯한다. 그의 황제 이름인 ‘임페라토르 카이사르 디비 필리우스 아우구스투스(Imperator Caesar Divi Filius Augustus)’에서 ‘임페라토르(Imperator)’와 ‘카이사르(Caesar)’는 황제를 뜻하는 ‘emperor’와 ‘Kaiser’/‘tsar’로 바뀌었는데, 그러한 군주가 즉위한 나라를 제국이라 불렀다. 또한 “제국”은 군령을 뜻하는 라틴어 “imperium”에서 왔다.
- 그 밖에 경제적 또는 정치적 요인을 강조하여, 진나라 이전에 주나라의 왕을 ‘emperor’라고 번역하여 제국이라 부르기도 하며, 또한 로마 제국 이전의 몇몇 국가를 제국(페르시아 제국 등)이라 부르기도 한다. 마찬가지로 여러 칸국, 왕국, 칼리파조를 제국이라고 부르기도 하였으며, 영국을 제국으로 보아 대영제국이라 부르기도 하였다.

## 개괄
다른 국가와 같이, 제국은 정치적 구조의 최소 부분을 강압에 의하여 유지한다. 육지에 바탕을 둔 제국(예를 들면 몽골제국 또는 페르시아 제국 아케메네스 왕조 등)은 이웃하는 지역으로 영토를 늘여 가는 경향이 있다. 해상 수송 제국은, 이른바 제해권(아테네와 포르투갈 및 영국의 경우가 잘 보여준다.)이라는 더 느슨한 구조와 더 흩어진 영토를 가진다.
제국은 로마 제국보다 수백 년 앞선 때에도 존재했다. 예를 들면, 이집트는 누비아(Nubia)와 레반트(Levant)의 도시 국가를 침입하고, 그 후에 통합해서 기원전 16세기에 제국을 이루었다. 사르곤의 아카드 제국은 육지에 바탕을 둔 광대한 제국의 가장 오래된 보기 가운데 하나이다. 제국은 높은 자립도를 유지하는 정치적 단위 사이에 상호 협정이 맺어진, 매우 영토가 넓은 다인종 국가인 연합과 대조를 이룬다. 그리고 단일한 정치 단위(도시 국가와 같은)의 세력 범위가 문화적, 정치적 또는 군사적으로 통일한 지역을 지배하는 패권주의와 비교된다. 역사적으로는 제국의 부분들이 더 중대한 전체 이득을 위한 중앙의 간섭에 따라서 움직이는 전술적 모습을 보인다.
제국의 한 형태로 초강대국과 극초강대국의 개념이 있다.{몇몇 해설자는 대영제국을 극초강대국으로 보았는데, 대영제국은 전성기에 전 세계에 걸쳐 설치된 정치, 경제, 과학기술 그리고 군사적인 패권을 가진 세계사에서 가장 큰(지구의 표면의 대략 1/4 덮음) 제국이다.}

## 제국의 체계

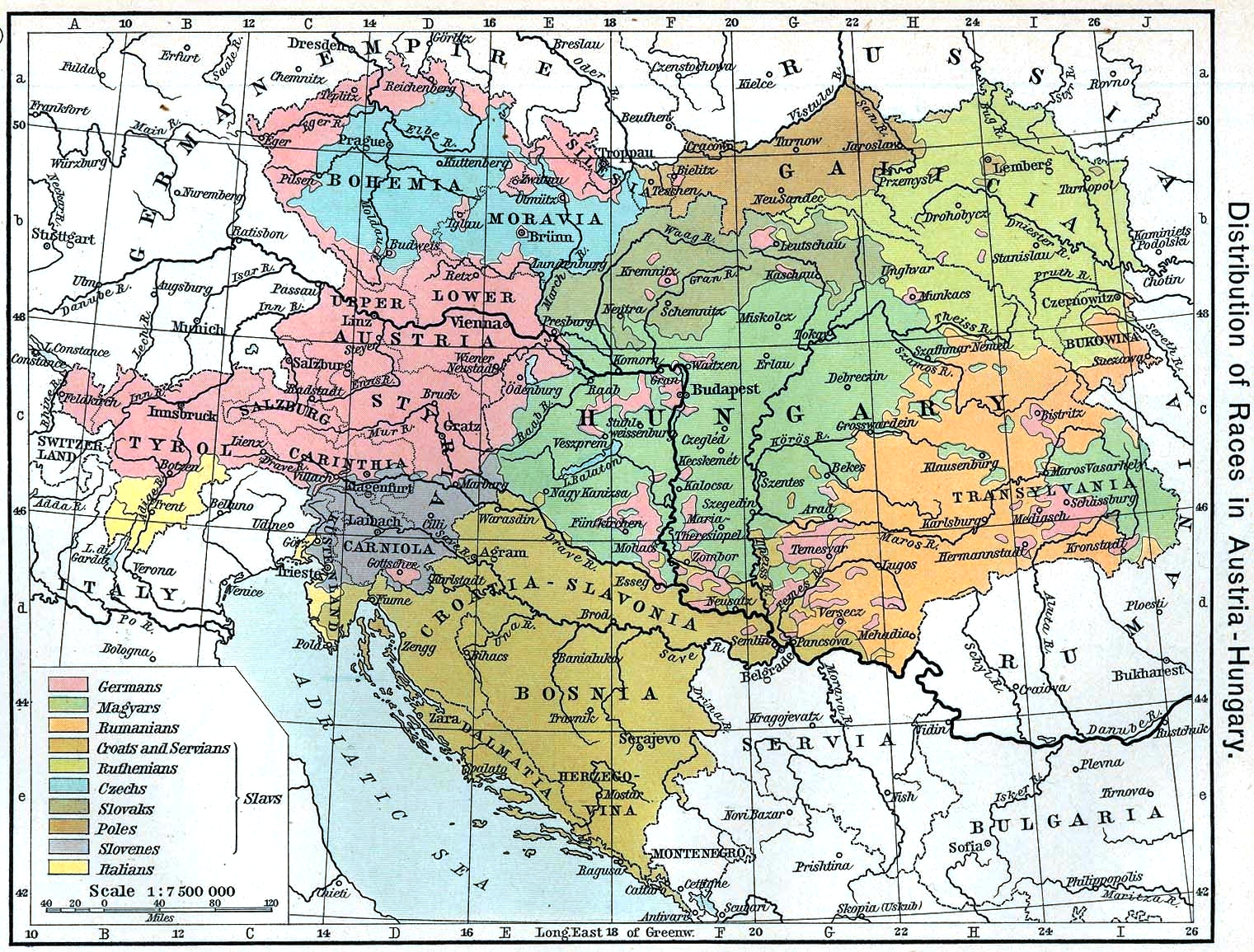
오스트리아-헝가리 제국의 민족 구성, 윌리엄 R. 셰퍼드가 작성한 Historical Atlas, 1911. 국민국가를 비교.

제국은 넓은 토론과 여러 정의를 조건으로 이루어지는 것이다. 제국은 제국주의를 추구하는 어떤 국가라고 기술할 수 있고, 전통적으로 정의될 수 있고, 또는 예를 들면 정치적인 구조로서 시험될 수 있다.
알렉산더 모틸(Alexander J. Motyl)은 제국의 구조를 시험하기 위한 이론적 뼈대를 제공한다. 첫째로, 제국에는 중심지와 주변지가 있어야 한다. 제국은 중심지와 주변지를 수직적 체제로 통합시킨다. 그 통합은 여러 방법-호전적, 강제적, 합의에 따른 방법-을 통해 만들어질 수 있다. 그리고 중심지와 주변지 사이의 수직적 관계에 있는 동안 주변지와 주변지 사이의 실체 관계가 부족해지게 된다.
그는 이러한 관계를 바퀴통과 바퀴살만 있고 바퀴의 테는 없는 불완전한 바퀴라고 기술한다.
모틸은 제국 구조의 3가지의 유형을 지속, 불연속, 복합으로 기술한다. 지속적인 제국에서는, 모든 영토와 식민지는 땅 위에 서로 이웃한다. 몽골 제국, 러시아 제국, 아스텍 제국 그리고 아카드 제국은 그런 지속적인 제국의 보기이다. 불연속 제국은 식민지가 해외에 있거나 또는 제국 중심지에서 멀리 떨어져 다른 나라 영토에 둘러싸여 있다. 유럽 식민지 제국과 같은 해상 제국은 불연속 제국의 보기이다. 복합 제국은 이웃한 식민지와 멀리 떨어진 식민지를 둘 다 가지고 있다. 이러한 보기로는 해외인 아프리카뿐만 아니라 유럽에도 제국령 속지를 가지고 있던 독일 제국이었는지도 모르다.
모틸은 또한 제국을 형식적, 비형식적, 지배적이라는 다양한 각도에서 가정한다. 형식적 제국 관계에서는, 중심지는 주변 정예를 귀속시키거나 귀속을 해제할 수 있고, 어떤 외부적 안건이나 정책을 배제하고, 내부적 안건이나 정책을 통해 직접 통제한다. 비형식적 제국 관계에서는, 중심지는 영향력을 가지지만 주변 정예를 귀속하거나 귀속을 해제하는 통제를 할 수는 없고, 외부적 안건이나 정책을 통해 직접 통제하며, 내부적 안건이나 정책을 통해 영향을 미친다. 마지막으로, 지배적 관계에서, 중심지는 주변 정예를 귀속하거나 귀속을 해제하는 데에는 아무런 통제도 하지 않으며, 외부적 안건을 통해 통제하고, 외부적 정책을 통해 영향을 미치며, 그리고 내부적 안건 또는 정책을 통해서는 아무런 통제도 하지 않는다.
제국은 중요한 주변지가 상호 작용을 시작할 때 끝나며, 중심지가 주변지의 지배를 정지할 때 필요하지 않게 된다. 중심지-주변지 관계는 충분히 강하거나 약하며, 주변지와 주변지의 상호관계가 그저 그런 하찮은 관계를 지속하는 동안에는 제국이 유지된다.
마지막으로, 모틸은 어떤 이론도 제국의 흥성과 쇠망을 동등하게 설명하지 않음을 경고한다. 비록 흥성 및 쇠망은 서로 거울의 다른 면과 같더라도, 흥성으로 이끄는 성분의 도입이 또한 쇠망으로 이끄는 성분의 제거를 뜻하지는 않는다.

## 제국의 언어
정의가 명확한 국민국가와는 달리, 다민족 제국 또는 식민지 제국은 어떤 언어도 자연적으로 공유하지 않는다. 주어진 언어는 행정과 문화 정책에서 중요한 부분을 형성하며, 제국에서 언어의 선택과 사용은 중요하게 여겨지곤 하였다.
마케도니아는 그들의 제국과 그것을 계승한 나라에 그리스어를 단일한 언어로서 퍼뜨렸으나, 그들에게 지배를 받은 많은 주민은, 이전 페르시아 제국에서 쓰이던 아람어를 링구아 프랑카로서 계속 사용하였다. 로마는 라틴어를 유럽 대륙 서부에 강요하였으나, 브리타니아(영국)(애초에 그다지 강고한 지배력이 아니었음)와 유럽 대륙 동부(오히려 그리스어가 주 언어로 쓰임)에서는 그다지 효과가 없었다. 아랍 제국은 종교 중심으로 언어까지 중동 지역 문화를 통합하는 성공을 거두었다. 에스파냐어는 멕시코에서는 잘 자리잡았으나, 파라과이와 필리핀에서는 그다지 환영받지 못하였다. 영어는 북아메리카에 안착했으나, 러시아어는 중앙아시아와 카프카스에서 토박이말을 밀어내지 못하였다(니콜라스 오슬러는 다른 예시도 그의 연구 말의 제국(Empires of the Word)에서 보여준다.).
행정 언어에 단 하나만을 쓰는 일이 없던 몽골 제국은 별개로 하고, 세계사에서 큰 영역을 차지하는 다른 거대한 여섯 제국(대영제국과 러시아, 에스파냐, 아랍, 청 제국, 프랑스)의 행정 언어는 또한 국제 연합의 여섯 공용어가 되었다. 이것을 볼 때 제국은 지배 지역 전체의 언어 통일에 성공했음을 알 수 있다.

## 제국의 역사적인 예
수백년 동안, “제국”(“Empire”)이라는 말은, 서방에서는 오로지 그들 스스로 로마 제국의 계승자가 되었다고 여겨지는 나라에게만 적용하였다. 예를 들면 로마 그 자체인 동로마 제국 또는 독일 지역의 신성 로마 제국이나 후대의 러시아 제국이다. 그러나 이것은 이들 나라가 특별한 의미에서 그들 스스로 “제국”임을 뜻하지는 않는다. 라틴어 imperium에서 가져와, 이들 왕국은 로마로부터 “제국”의 지위를 직접적으로 요구했다. 종종 예로서 인용하는 하나의 실체인 신성 로마 제국은 여러 독일 국가의 제국이며, 모든 기독교도의 제국임을 배타적으로 함유함을 주장한다. 그리고 각 왕국은, 한 나라의 이름에 아래 속해 있으면서도 독립하여, 각각의 군주에게 지배를 받는다. 그러나 신성 로마 제국은 언제나 중추가 되어 통제하지는 못하였으며, 제국은 중추의 “핵”과 주변 지역으로 이루어져 있지도 않았고, 다국적이거나 다민족이지도 않았으며, 제국을 중심지 정예가 통치하지도 않았다(“신성하지도 않고, 로마도 아니며, 제국도 아니다.”라는 신성 로마 제국에 대한 볼테르의 유명한 비평에서 비롯한다). 물론 독일을 이끌었던 신성 로마 제국의 통치가 이탈리아와 프랑스, 프로방스, 폴란드, 플랑드르, 네덜란드, 보헤미아 사람에게까지 미치었고, 신성 로마 제국에의 다양한 중앙 집권화 노력(예를 들면, 10세기 후반의 오토 왕조)을 보였음을 고려하였지만 그보다 나은 해석에는 실패했다. 다만 신성로마제국은 “제국이 아니라는” 설명은 일반적으로 후대에 적용되었다. 그러나 황제의 지위를 주장한 많은 존재들은 제국이 쇠퇴함에 따라 더 이상 제국에 한정하지 않았다.
1204년 제4차 십자군 병력이 콘스탄티노폴리스를 점령하고 약탈했으며, 십자군은 라틴 제국을 그 도시 위에 건설했고, 비잔티움 제국의 후예는 소아시아에서 트라페주스 제국과 니케아 제국이라는 작은 제국 둘을 건설했다. 이러한 “제국”은 비교적 작은 영역으로 남겨졌고 단명하게 되었다. 그리고 1453년 마침내 오스만 제국이 거의 대부분 지역을 정복하였다. 다만 표트르 대제가 상트페테르부르크에서 러시아의 황제로서 제관을 씀으로써 동방교회의 수장으로 탈바꿈하였다. 마찬가지로 나폴레옹 전쟁 기간에 신성 로마 제국이 멸망하자, 나중에 오스트리아-헝가리로 바뀐 오스트리아 제국이 유럽 중부와 서부에서 황제의 역할을 계승했다.
나폴레옹 1세와 나폴레옹 3세는 각각 프랑스에 기초를 두고 서방 제국의 패권을 이루려는 시도를 하였다. 1871년부터 1918년 사이에 떠오른 신성 로마 제국의 또다른 상속인은 독일 제국이라는 형태로 보였다. 한동안 다른 군주국은 단순히 왕국이라 불리거나 그렇게 번역할 수 있는 나라보다 영토가 더 넓고 힘이 더 강력하다고 그들 스스로를 여기었다. 1056년에 페르난도 1세는 “레콩키스타”를 시작하며 그 스스로 “에스파냐의 황제”라고 선언했다. 불가리아는 중세 초기의 또 다른 예이다. 유럽인은 유럽 바깥에 있는 영토가 넓은 군주국, 예를 들면 중화 제국이나 무굴 제국에 “제국”이라는 이름을 붙이곤 했으며, 이것은 과거의 정치조직에까지 확장하였다. 이 말은 마침내 막연히 어떤 기준을 가지고 있으면, 왕이 통치하든 하지 않든, 심지어 군주가 있든 없든, 어떤 주체에도 적용하게 되었다. 몇몇 보기에서 “제국”의 동의어로 차르국, 렐름(realm), 라이히(reich) 등이 나타나게 되었다.
제국은 서로 다른 국가의 형태를 융합할 수 있다. 제국은 전통적으로 황제로부터 세습하여(몇몇 보기에서는 스스로 황제가 되어) 통치하는 강력한 군주에게서 생겨난다. 그러나 아테네와 로마, 영국과 같은 제국은 민주주의의 후원 아래 발전하였다. 브라질은 1882년에 식민지에서 뛰어넘어 제국을 스스로 선언하였다. 프랑스는 공화정에서 제정으로 두 차례 바뀌었다. 심지어 여러 공화국조차 해외 식민지를 경영하는 제국이며, 프랑스는 이러한 경우에 한정하여 제국으로 남았다. 오늘날 프랑스는 직접적 제국(프랑스령 기아나를 비롯한 마르티니크, 레위니옹, 프랑스령 폴리네시아, 누벨칼레도니와 같은 식민지를 통치하는)으로서 통치를 계속하고 있고, 또한 “프랑코폰”(Francophone)을 통하여 아프리카를, 차드에서 르완다까지를 비형식적으로 통치한다.
역사적으로, 대부분의 제국은 다른 나라를 정복하거나 더 넓은 정치적 연합으로 그것을 통합하는 군사적 강력한 상태의 결과로서 나타났다. 전형적으로 군주정 또는 과두정은, 최초의 핵심 지역이, 이렇게 지배를 받는 연합에까지 이어지는 데에 뿌리를 두고 있다. 많은 고대 제국은 생명 유지에 필요한 자원(보통은 물)의 공급을 통제함으로써 그들의 지배를 받는 사람들을 통치했다. 역사가들은 그러한 정권을 “수력제국”이라고 보았다. 공통 종교의 도입은, (에드워드 기번에게는 실례지만) 콘스탄티누스 1세 치세에 일어난 기독교 신앙의 도입과 같이, 종종 제국을 강화하는 것으로서 인용된다. 그렇지만 고대 후기에 기독교 신앙이 도입된 일과 그것의 엄격한 정교화는 실제로 그것을 해결하기보다 많은 문제를 생기게 하였다고 하는 데에 많은 지적이 있다. 중화 제국과 그러한 반(半)제국의 세력 범위(sphere of influence)가 남아 있는 광범한 지역에 문화의 영향은 작용하였다.
제국은 정체(政體)를 몇몇 다른 형태로 바꿀 수 있다. 따라서 정복의 베른 제국은 더 이상 제국으로서 조금도 나타나지 않았다. 그 영토는 베른주를 병합하게 되거나 또는 다른 경우에는 스위스 연방에서 주나 주의 일부로서 되었다. 그 자체의 뜻과 같이 로마 제국의 재구성을 시도한 신성 로마 제국은 긴 제국의 역사 동안 많은 변화를 겪었다. 광범위하게 나뉘었고, 연방주의를 시험하였으며, 마지막에는 합스부르크 치하에서 오스트리아 제국으로서, 사실상 매우 다른 영토를 가진 그 자신을 재구성하였다. 대영 제국이라는 형태는 느슨한 다국적 연방을 낳았고, 오래된 프랑스 식민지 제국은 또한 문화의 그물과 제휴로써 그것이 존재했다는 발자국을 남겼다. 소비에트 연방은 독립 국가 연합(CIS)라는 흔적을 남겼다.
독재적 제국은 쉽사리 쿠데타로써 공화국으로 바뀔 수 있거나(1889년 브라질, 1979년 중앙아프리카 제국), 또는 독재적 제국이 그 핵심 영역에 대한 지배권을 잃게 될 수도 있다(1918년~1919년 바이마르 공화국, 1918년~1923년 오스만 제국). 1918년 오스트리아-헝가리 제국의 붕괴는 복잡하게 구성되거나 새로운 부분으로 분열하는 다민족 초대국(超大國, superstate)의 보기를 제공한다. 오스트리아 헝가리 제국은 공화국이나 왕국 또는 일부 지역(오스트리아, 헝가리, 트란실바니아, 크로아티아, 슬로베니아, 보스니아 헤르체고비나, 체코슬로바키아, 루테니아, 갈리치아)로 나뉘었다.
칭기즈 칸은 13세기 초에 세계에서 가장 넓게 이어진 국토를 가진 몽골 제국을 이룩했다. 그 제국은 몽골의 통치 아래 유라시아의 거대한 지역을 둘러쌌다. 칭기즈 칸이 야삭이라 부른 독특한 성문법으로 몽골 제국을 지배하였다. 몽골 제국은 쿠릴타이에서 통치하였으며, 종교의 자유와 세금 면제가 있었고, 칸이 이루어놓은 광대한 무역로가 있었다. 예를 들면 몽골 제국은 비단길에서 정치적 안정을 제공하였다.
다른 유명한 제국으로는 페르시아 제국이 있다. 페르시아인은 명확하지 않아 보이는 페르시아 제국이라는 이름으로, 서로 다른 시기에 여러 거대한 제국을 이룩하였다.
마케도니아인은 광활한 영토의 제국을 알렉산드로스 대왕 치세에 건설했다. 그가 죽자 이 제국은 넷으로 갈라져 나뉘었으며, 디아도코이(Diadochi, 계승자들)가 통치하는 왕국이 되었다. 왕국 자체는 독립적이었고, 모든 왕국이 그리스와 마케돈 세력으로부터 유사한 세력을 나누어 가짐으로써 헬레니즘 제국이라 언급되는 전체가 그들의 영역이 되었다.

## 식민제국
새로운 세계의 발견은 많은 유럽 국가에 식민지화라는 다른 모형으로 제국주의라는 계획에 착수할 기회를 제공했다. 이 모형(이전에 구세계의 카나리아 제도와 아일랜드섬에서 공포에 떨게 했던)에서, 지배를 받는 나라는 사실상(데 팍토) 더 이른 제국이라기보다 법에 따라(데 유레) 제국의 지위보다 하위에 놓이게 되었다. 이것은 종속국에서 많은 분노를 이끌었고, 그런 까닭에 20세기 초와 중반에 아마도 이러한 체계의 소멸로 이끌었다.
19세기 제국주의 전성기에 아이티에서부터 프랑스와 오스트리아, 멕시코를 거쳐 인도와 독일에까지 제국이 급속히 불어났다. 그와 대조적으로 20세기는 파괴되거나 해체되는 많은 제국을 보여주었다. 예를 들면 러시아, 오스트리아-헝가리, 독일, 이탈리아, 프랑스, 영국 그리고 중앙 아프리카 제국이 그런 경우이다.
유럽 제국 모형이 가진 한 가지 문제는 제멋대로인 경계이다. 편의(편리)에 대한 관심에서, 제국의 힘은 오로지 지리의 편리한 곳에 기반을 두고 개척 결과로서 주어진 지역에서 문화적 다름을 극도로 무시하면서 종속국을 개척하는 경향이 있다. 그에 따른 문제 가운데 하나가 인도 아대륙에서 일어났다. 이전에는 대영제국의 일부였던 아대륙이 독립을 얻었을 때 문화와 종교를 나누는 선에 따라 분리되어 오늘날 인도와 파키스탄의 두 나라를 탄생시켰다. 파키스탄은 나중에 방글라데시가 독립함으로써 다시 나뉘었다.

## 오늘날의 제국
현대 사회에서 “제국”의 개념은, 아직 오늘날에도 여전히 정치적이지만, 그 말뜻과의 관련을 잃어가고 있다. 근세에 전제군주제(입헌군주제와 반대로)가 주로 호의를 입었음이 밝혀졌듯이 “제국”이라는 말 자체는 오늘날에는 다소 시대착오였는지도 모른다.
소비에트 연방이라는 형태는 제국의 많은 기준을 가졌으나, 그럼에도 불구하고 하나됨을 주장하지 못하였고, 또한 전통적 세습 “황제”가 그것을 통치하지도 않았다. 소비에트 제국은 그렇지만, 역사가들은 여전히 가끔, 소련이 가진 과거의 제국과의 닮은 점이나 유라시아의 거대한 다민족권을 마음대로 하는 점에서 단지 가정하여, 그것을 제국으로서 분류한다.
거의 대부분의 현대 다민족 국가는 그 자신을 자발적 동맹 (예를 들면 스위스나 벨기에 또는 연합 국가으로서 영국이나 유럽 연합)으로서의 모습 그리고 제국으로서가 아닌 모습을 보여준다. 거의 대부분 민주적 정치 구조를 가졌고, 연방과 영역과 주와 지방의 관할을 구별짓는 여러 단계의 정부를 거쳐 힘을 공유하는 체계 아래에서 동작한다. 분리주의 세력이 존재하는 곳에서는, 내부와 외부의 관찰자는 의견이 다를는지도 모른다. 그들에 대한 국가의 조치는 폭력적이거나 폭력적이지 않은 과격 세력에 대처하는 합법적 법의 집행으로 여겨지거나, 그게 아니면 대체로 본의가 아닌 구성원을 제어하기 위한 국가적 폭력으로 여겨질 수도 있다. 분리주의자에 대해 폭력을 행사하거나 분리주의자가 폭력을 행사하는 다민족 국가의 목록은 비록 러시아와 중국, 베트남에서 그들 자신과 섞이지 않게 구별하더라도, 이 기사를 궁지에 몰아넣을는지도 모른다.

## 제국 목록
- 대영제국
- 일본제국
- 오스만제국
- 오스트리아-헝가리제국
- 독일제국
- 러시아제국
- 대한제국
- 몽골제국
- 프랑스 제1제국
- 프랑스 제2제국
- 스페인제국
- 포르투갈 제국

## 참고 자료
- Britannica Article on the Holy Roman Empire at the University of Houston

## 같이 보기
- 제국의 목록
- 거대 제국 목록
- 옛 나라 목록
- 세계 제국
- 제국주의
- 식민주의
- 일본 군국주의
- 반제국주의